# مطوار

مثال يوضع التمثيل الطوري لدائرة كهربائية من نوع م م م. بافتراض أن لها قيمة محددة.

المطوار أو المقدار الطوري (بالإنجليزية: Phasor)‏ تعبير رياضي عن دالة جيبية والتي سعت (A) وطورها (θ) وترددها الزاوي (ω) قيم لامتغيرة زمنيا. والميزة المكتسبة من التعبير عن الدالة بصيغة المطوار هو اختزال عدد المتغيرات من 4 إلى 3. فنظرا لإن الدالة ثابتة زمنيا فإنه من المتاح استبعاد متغير الزمن من الحسابات الرياضية مما يبسط الحساب نوعا ما. وفي العموم. ففي أي كمية متوافقة زمنيا (ذات حركة دورية بالنسبة للزمن بصرف النظر عن كونها جيبية أو لا) يمكن التعبير عنها بمعظم الأشكال الموجية عبر تحويل فورييه أو تحويل لابلاس.

## التعريف
التعبير عن الدالة الجيبية بصيغة المطوار معتمد أساسا على صيغة أويلر التي رسمت العلاقة بين الدوال الجيبية والدالة الأسية المركبة حسب ما هو آت:
{\displaystyle e^{ix}=\cos x+j\sin x\ }
لذا بات بإمكاننا صياغة أي متجه ({\displaystyle Z=X+jY}) على النحو التالي:
{\displaystyle Z=X+jY} = {\displaystyle r\angle \theta \,} = {\displaystyle re^{j\theta }} = {\displaystyle r\cos \theta +jr\sin \theta }
حيث r هي الوتر.
{\displaystyle X^{2}+Y^{2}=r^{2}\,}
فيما الطور {\displaystyle \theta } يحسب بالعلاقة الآتية:
{\displaystyle \theta =\tan ^{-1}{\frac {Y}{X}}}

## المطوار والمتجه

تمثيل رسومي للعلاقة بين المطوار ومتجه يتحرك دوريا مع الزمن.

في العموم، يمكن للمطوار أن يكون سلميا أو متجها. إذا كان المتجه {\displaystyle (A(x,y,z,t} مجالا متوافقا زمنيا ُفإن مطواره يعطى بالعلاقة {\displaystyle (A_{s}(x,y,z} والربط بينها يكون كما يلي.
{\displaystyle {\begin{aligned}A&=\operatorname {Re} \left\{A_{s}\cdot e^{j\omega t}\right\}\end{aligned}}}
أي أن دالة المطوار لا يمكن أن تضم متغير الزمن t.